# Atletismo nos Jogos Pan-Americanos de 2007 - Revezamento 4x100 m masculino
O revezamento 4x100 metros foram um dos eventos do atletismo nos Jogos Pan-Americanos de 2007, no Rio de Janeiro. A prova foi disputada no Estádio Olímpico João Havelange nos dias 27 (semifinais) e 28 de julho (final) com 80 atletas de 15 países.

## Medalhistas
|  | BRA Brasil                                                         |  | CAN Canadá                                                    |  | USA Estados Unidos                                     |
|  | Vicente Lenílson Rafael Ribeiro Basilio Morais Júnior Sandro Viana |  | Richard Adu-Bobie Anson Henry Jared Connaughton Brian Barnett |  | James Samuels Rae Edwards Rubin Williams Darvis Patton |

## Recordes
Recordes mundiais e pan-Americanos antes da disputa dos Jogos Pan-Americanos de 2007.
| Tipo                             | Atleta         | Tempo   | Local     | Data                |
| -------------------------------- | -------------- | ------- | --------- | ------------------- |
|                                  | Estados Unidos | 37.40 s | Barcelona | 8 de agosto de 1992 |
| Recorde dos Jogos Pan-Americanos | Brasil         | 38.18 s | Winnipeg  | 30 de julho de 1999 |

## Resultados
- Q: classificação por tempo na série.
- q: classificação por melhores tempos no geral.
- DNS: não competiu na prova.

### Semifinal
A semifinal foi disputada em 27 de julho.
| Semifinal 1 | Semifinal 1 | Semifinal 1               | Semifinal 1        | Semifinal 1 | Semifinal 1 |
| Result.     | Result.     | Equipe                    | Atletas            | Tempo       | Qual.       |
| Pos.        | Geral       | Equipe                    | Atletas            | Tempo       | Qual.       |
| ----------- | ----------- | ------------------------- | ------------------ | ----------- | ----------- |
| 1           | 3           | USA Estados Unidos        | James Samuels      | 38.93 s     | Q           |
| 1           | 3           | USA Estados Unidos        | Rae Edwards        | 38.93 s     |             |
| 1           | 3           | USA Estados Unidos        | Rubin Williams     | 38.93 s     |             |
| 1           | 3           | USA Estados Unidos        | Darvis Patton      | 38.93 s     |             |
| 2           | 4           | TRI Trinidad e Tobago     | Richard Thompson   | 39.02 s     | Q           |
| 2           | 4           | TRI Trinidad e Tobago     | Marc Burns         | 39.02 s     |             |
| 2           | 4           | TRI Trinidad e Tobago     | Emmanuel Callender | 39.02 s     |             |
| 2           | 4           | TRI Trinidad e Tobago     | Mikel Thomas       | 39.02 s     |             |
| 3           | 5           | AHO Antilhas Neerlandesas | Prince Kwidama     | 39.41 s     | Q           |
| 3           | 5           | AHO Antilhas Neerlandesas | Charlton Rafaela   | 39.41 s     |             |
| 3           | 5           | AHO Antilhas Neerlandesas | Brian Mariano      | 39.41 s     |             |
| 3           | 5           | AHO Antilhas Neerlandesas | Churandy Martina   | 39.41 s     |             |
| 4           | 6           | CUB Cuba                  | Wilfredo Martínez  | 39.54 s     | q           |
| 4           | 6           | CUB Cuba                  | Yoan Frías         | 39.54 s     |             |
| 4           | 6           | CUB Cuba                  | Michael Herrera    | 39.54 s     |             |
| 4           | 6           | CUB Cuba                  | Henry Vizcaíno     | 39.54 s     |             |
| 5           | 7           | SKN São Cristóvão e Neves | Clarke Clarke      | 39.74 s     | q           |
| 5           | 7           | SKN São Cristóvão e Neves | Delwayne Delaney   | 39.74 s     |             |
| 5           | 7           | SKN São Cristóvão e Neves | Robert Morton      | 39.74 s     |             |
| 5           | 7           | SKN São Cristóvão e Neves | Kim Collins        | 39.74 s     |             |
| 6           | 10          | HON Honduras              | Ronald Bennett     | 41.49 s     |             |
| 6           | 10          | HON Honduras              | Rolando Palacios   | 41.49 s     |             |
| 6           | 10          | HON Honduras              | Jonnie Lowe        | 41.49 s     |             |
| 6           | 10          | HON Honduras              | Kessel Campbell    | 41.49 s     |             |

| Semifinal 2 | Semifinal 2 | Semifinal 2   | Semifinal 2           | Semifinal 2 | Semifinal 2 |
| Result.     | Result.     | Equipe        | Atletas               | Tempo       | Qual.       |
| Pos.        | Geral       | Equipe        | Atletas               | Tempo       | Qual.       |
| ----------- | ----------- | ------------- | --------------------- | ----------- | ----------- |
| 1           | 1           | CAN Canadá    | Richard Adu-Bobie     | 38.81 s     | Q           |
| 1           | 1           | CAN Canadá    | Anson Henry           | 38.81 s     |             |
| 1           | 1           | CAN Canadá    | Jared Connaughton     | 38.81 s     |             |
| 1           | 1           | CAN Canadá    | Brian Barnett         | 38.81 s     |             |
| 2           | 2           | BRA Brasil    | Vicente Lenílson      | 38.93 s     | Q           |
| 2           | 2           | BRA Brasil    | Rafael Ribeiro        | 38.93 s     |             |
| 2           | 2           | BRA Brasil    | Basilio Morais Júnior | 38.93 s     |             |
| 2           | 2           | BRA Brasil    | José Carlos Moreira   | 38.93 s     |             |
| 3           | 8           | BAH Bahamas   | Shamar Sands          | 40.05 s     | Q           |
| 3           | 8           | BAH Bahamas   | Troy McIntosh         | 40.05 s     |             |
| 3           | 8           | BAH Bahamas   | Adrian Griffith       | 40.05 s     |             |
| 3           | 8           | BAH Bahamas   | Jacobi Mitchell       | 40.05 s     |             |
| 4           | 9           | ARG Argentina | José Garaventa        | 40.38 s     |             |
| 4           | 9           | ARG Argentina | Mariano Jiménez       | 40.38 s     |             |
| 4           | 9           | ARG Argentina | Miguel Wilken         | 40.38 s     |             |
| 4           | 9           | ARG Argentina | Iván Altamirano       | 40.38 s     |             |
| —           | —           | JAM Jamaica   | —                     | DNS         |             |

### Final
A final do revezamento 4x100 metros rasos foi disputada em 28 de julho as 18:35 (UTC-3).
| Pos.              | Equipe                    | Atletas               | Tempo   |
| ----------------- | ------------------------- | --------------------- | ------- |
| Medalha de ouro   | BRA Brasil                | Vicente Lenílson      | 38.81 s |
| Medalha de ouro   | BRA Brasil                | Rafael Ribeiro        | 38.81 s |
| Medalha de ouro   | BRA Brasil                | Basilio Morais Júnior | 38.81 s |
| Medalha de ouro   | BRA Brasil                | Sandro Viana          | 38.81 s |
| Medalha de prata  | CAN Canadá                | Richard Adu-Bobie     | 38.87 s |
| Medalha de prata  | CAN Canadá                | Anson Henry           | 38.87 s |
| Medalha de prata  | CAN Canadá                | Jared Connaughton     | 38.87 s |
| Medalha de prata  | CAN Canadá                | Brian Barnett         | 38.87 s |
| Medalha de bronze | USA Estados Unidos        | James Samuels         | 38.88 s |
| Medalha de bronze | USA Estados Unidos        | Rae Edwards           | 38.88 s |
| Medalha de bronze | USA Estados Unidos        | Rubin Williams        | 38.88 s |
| Medalha de bronze | USA Estados Unidos        | Darvis Patton         | 38.88 s |
| 4                 | TRI Trinidad e Tobago     | Mikel Thomas          | 39.23 s |
| 4                 | TRI Trinidad e Tobago     | Marc Burns            | 39.23 s |
| 4                 | TRI Trinidad e Tobago     | Emmanuel Callender    | 39.23 s |
| 4                 | TRI Trinidad e Tobago     | Keston Bledman        | 39.23 s |
| 5                 | CUB Cuba                  | Wilfredo Martínez     | 39.46 s |
| 5                 | CUB Cuba                  | Henry Vizcaíno        | 39.46 s |
| 5                 | CUB Cuba                  | Yoan Frías            | 39.46 s |
| 5                 | CUB Cuba                  | Dayron Robles         | 39.46 s |
| 6                 | AHO Antilhas Neerlandesas | Prince Kwidama        | 39.83 s |
| 6                 | AHO Antilhas Neerlandesas | Charlton Rafaela      | 39.83 s |
| 6                 | AHO Antilhas Neerlandesas | Brian Mariano         | 39.83 s |
| 6                 | AHO Antilhas Neerlandesas | Churandy Martina      | 39.83 s |
| 7                 | BAH Bahamas               | Shamar Sands          | 39.91 s |
| 7                 | BAH Bahamas               | Troy McIntosh         | 39.91 s |
| 7                 | BAH Bahamas               | Adrian Griffith       | 39.91 s |
| 7                 | BAH Bahamas               | Jacobi Mitchell       | 39.91 s |
| 8                 | SKN São Cristóvão e Neves | Clarke Clarke         | 40.20 s |
| 8                 | SKN São Cristóvão e Neves | Delwayne Delaney      | 40.20 s |
| 8                 | SKN São Cristóvão e Neves | Robert Morton         | 40.20 s |
| 8                 | SKN São Cristóvão e Neves | Kim Collins           | 40.20 s |